# Wysoki Garb
Wysoki Garb (niem. Auxkallen, 1938–1945 Bergerode) – wieś w Polsce położona w województwie warmińsko-mazurskim, w powiecie gołdapskim, w gminie Dubeninki.
W latach 1975–1998 miejscowość administracyjnie należała do województwa suwalskiego.